# Albert F. Officer
Albert F. Officer (* 11. Mai 1899; † 6. April 1965) war ein US-amerikanischer Politiker. Zwischen 1933 und 1935 war er als Präsident des Staatssenats faktisch Vizegouverneur des Bundesstaates Tennessee, auch wenn dieses Amt formell erst 1951 eingeführt wurde.

## Werdegang
Albert Officer war der Sohn von William Officer (1872–1932), einem Richter und Zeitungsherausgeber. Er arbeitete später ebenfalls in der Zeitungsbranche. Gleichzeitig schlug er als Mitglied der Demokratischen Partei eine politische Laufbahn ein. Dabei wurde er Bürgermeister der Stadt Livingston im Overton County. Für zwei zusammenhängende Legislaturperioden wurde er in den Senat von Tennessee gewählt, in dem er im Jahr 1933 den Vorsitz übernahm.
In seiner Eigenschaft als Präsident des Senats war er Stellvertreter von Gouverneur Hill McAlister. Damit bekleidete er faktisch das Amt eines Vizegouverneurs. Dieser Posten war bzw. ist in den meisten anderen Bundesstaaten verfassungsmäßig verankert; in Tennessee ist das erst seit 1951 der Fall. Nach seiner Zeit im Staatssenat ist er politisch nicht mehr in Erscheinung getreten. Er starb am 6. April 1965.